# Jaume Coll i Puig
Jaume Coll i Puig (Blanes, 17 de maig de 1937 - iIla de Hierro, 8 d'abril de 2015) va ser l'artífex de la reconversió a l'estat Espanyol de les Escoles Superiors de Belles Arts en facultats universitàries.
Va ser el principal promotor per la reconversió de les Escoles Superiors d'Art dependents del Ministeri de Cultura i vinculades a les Acadèmies de Belles Arts, al sistema universitari. Aquest procés, que s'encetà a la Universitat de Barcelona, s'expandí posteriorment a la resta de Universitats d'Espanya. Com a primer Degà de la Facultat de Belles Arts de la Universitat de Barcelona (1979-1982), va crear un innovador sistema d'ensenyament opcional format per equips de professors de diferents assignatures que plantejaven l'aprenentatge als estudiants de manera integrada, un sistema que va servir de referència per a les altres escoles d'art d'Europa, amb les quals va establir una xarxa d'intercanvis abans de l'existència dels programes Erasmus.
S'inicià en la pràctica de la ceràmica tornejada i en obres escultòriques de factura realista que són remarcables pel extraordinari domini tècnic de la pedra, fusta i bronze. Algunes d'aquestes obres es poden veure en places públiques i esglésies especialment en poblacions d'àrea costanera de Girona i Barcelona (exemples d'aquest període: Imatge de sant Nicolau a l'església de Malgrat, el bust de Marià Cubí a la plaça homònima de Barcelona). Un segon període entre els anys 1970-1985 de síntesi abstracte i vincles medioambietals caracteritzat per la interdisciplinarietat entre l'escultura i l'arquitectura a través de les col·laboracions amb l'estudi d'arquitectura BSV (Barcelona). Un exemple d'aquesta etapa és la “Creu” del cementiri de Collserola (Barcelona).